# Computerethik
Computerethik ist ein Teilgebiet der Technikethik und korreliert mit der Informationsethik im Bereich der angewandten Ethik, der sich mit dem Studium und der Analyse der Auswirkungen von Computertechnologien auf die Gesellschaft und das menschliche Leben beschäftigt, sowie durch Computer und Computernetzwerke hervorgerufene, erschwerte oder modifizierte ethische Probleme zu lösen versucht.

## Abgrenzung, Aufgaben und Methoden
In ihrem Grundgedanken auf Norbert Wieners Bemühen um eine Kybernetik in den 1940er-Jahren zurückgehend, erhielt die Computerethik ihren heute gängigen Namen in den 1970ern durch Walter Maner. Zu unterscheiden ist sie in ihrer obigen Definition von dem synonym benannten Begriff einer Computerethik, die sich als Berufsethik mit der Anwendung, Erstellung und Ausarbeitung von Verhaltensregeln für Programmierer und IT-Spezialisten befasst.
Prinzipiell ist sie von ihr nahe liegenden Disziplinen wie der Internet- bzw. Cyberethik, der Ethik der Massenmedien oder der Ethik der Bibliotheks- und Informationswissenschaften zu unterscheiden. In der Praxis sind die Interdependenzen zwischen diesen Gebieten jedoch stark ausgeprägt, nicht immer ist das Verhältnis zweier Disziplinen zueinander klar. So wird die Internetethik das eine Mal als Nachbar-, das andere Mal als Unterdisziplin der Computerethik aufgefasst.
Die Computerethik als eigenständige Disziplin gründet in der Annahme, dass die Computertechnologie ein „Grundsatzvakuum“ (nach James H. Moors englischem Terminus policy vacuum) mit sich gebracht habe, das sich im Versagen alter Handlungsmuster, Prinzipien und Regeln zur Handlungsorientierung zeige.
Zentrale Aufgabe der Computerethik ist die Beseitigung dieses Vakuums durch Entwicklung eines neuen Systems aus Prinzipien, Regeln und Praktiken, in dem die Computertechnologie ihre Berücksichtigung und Integration findet. Brennpunkt dieser Bemühungen sind Schutz und Realisierung der Grundwerte des menschlichen Lebens – Selbsterhaltung, Gesundheit, Freiheit, Sicherheit, Bildung, Selbstentfaltung, Chancen etc. – oder zumindest die Vermeidung ihrer Beeinträchtigung. Dazu erfordert sie eine Auseinandersetzung mit den Auswirkungen der Computertechnologie auf solche Werte sowie eine Analyse der Beziehungen zwischen Tatsachen, Konzepten, Handlungsgrundsätzen und Werten, sodass die Arbeit der Computerethik über Identifizierung, Klärung und Vergleich ethisch relevanter Fälle hinaus auch die Anwendung von wissenschaftlichen Theorien und Methoden der verschiedensten wissenschaftlichen Bereiche und Disziplinen erfordert. Erst im Anschluss an die Identifizierung des Grundsatzvakuums, der Eliminierung von damit einhergehenden Begriffsverwirrungen (nach Moors englischem Terminus „conceptual muddle“) und der Entwicklung eines tieferen Verständnisses für den Zusammenhang zwischen Computer und Individuum bzw. Gesellschaft könnten zur Lösung der Fälle anerkannte Gesetze, Regeln und Praktiken wiederbelebt oder ggf. neue formuliert werden.

## Zur Relevanz, Einmaligkeit und Tragweite computerethischer Fragestellungen
Bringt der Computer überhaupt den Bedarf nach einer eigenen Ethik mit sich, d. h. wird durch ihn tatsächlich ein Grundsatzvakuum und ein Mangel an Handlungsorientierung hervorgerufen? Und wenn ja, worin gründet diese ethische Relevanz des Computers?
Die Angemessenheit einer eigenen Computerethik betreffende Überlegungen nehmen zumeist ihren Ausgangspunkt von der Auffassung, dass das Verhältnis zwischen Computern und Mensch/Gesellschaft über das einer bloßen Zweck-Mittel-Beziehung hinausgehen würde. Dies würde bedeuten, dass der Computer nicht nur alte Handlungsweisen erleichtert oder effizienter macht, sondern eine Transformation der menschlichen Tätigkeiten und Beziehungen selbst, zum Beispiel durch gänzlich neue Handlungsoptionen, mit sich zieht. Die Prophezeiung Norbert Wieners, die Computertechnologie würde schließlich eine „zweite industrielle Revolution“ nach sich ziehend zu einer Überholung der Gesellschaft führen, ist auch für viele heutige Computerethiker Hintergrund ihrer Bemühungen.
James H. Moor geht in seinen Überlegungen zu einer Begründung der Computerethik über eine bloße Konstatierung dieses Potentials hinaus und bietet in seinen Überlegungen zum Wesen der Computertechnologie eine Antwort auf die Frage, warum es durch den Computer zu einer solchen Transformation der Gesellschaftsordnung kommt und warum diese Transformation von solch ethischer Brisanz ist: Mit der Erfindung des Computers als einer „logisch formbaren“ (logical malleable) Technologie, die auf Grund der universellen Anwendbarkeit der Logik anscheinend uneingeschränkte Einsatzmöglichkeiten in sich berge, sei dem Menschen eine Fülle an Handlungsmöglichkeiten eröffnet worden, an die zuvor noch nicht zu denken war. Weil der Mensch zuvor noch nicht die Möglichkeit hatte, so zu handeln, habe er sich auch noch nicht Gedanken darum gemacht, wie diese Möglichkeiten zu nutzen seien oder ob überhaupt von ihnen Gebrauch gemacht werden soll. Da die Computertechnologie diesen Mangel an Richtlinien mit sich gebracht habe, müsse es auch einen eigenen Zweig der Ethik geben, in der sie besondere Berücksichtigung erfährt.
Von welcher Art und wie tiefgreifend die Auswirkungen der Computertechnologie auf das individuelle Leben und die Gesellschaft nun sind und wie einmalig die mit ihr zusammenhängenden Probleme, ist jedoch ebenso Gegenstand von Diskussionen wie die Frage danach, welche Tragweite den Untersuchungen und Ergebnissen der Computerethik zugesprochen werden können.
Walter Maner und James H. Moor, die die Auffassung einer Einmaligkeit der computerethischen Probleme vertreten, stellt sich zum Beispiel Deborah Johnson entgegen, die in ihnen nur die Modifikation alter Probleme sieht, auf die die Computertechnologie ein neues Licht geworfen habe, und die Verortung der Computerethik in der Kategorie der Bereichs- oder Berufsethiken konfrontiert Krystyna Górniak-Kocikowska mit Überlegungen, in der der Computerethik das Potential zu einer neuen globalen Ethik, die sich in ihrer Bedeutung mit den großen ethischen Theorien der Aufklärung vergleichen lässt, zugetraut wird.

## Problemfelder
Durch die Ausbreitung der Computertechnologie eröffnet sich der Computerethik ein breites Anwendungsgebiet. Zu ihren Themenfeldern gehören:
- Verhaltensrichtlinien für Programmierer und IT-Spezialisten
- Computer und Sicherheit
- Computerkriminalität
- „Geistiges Eigentum“ und Eigentum an Software
- Privatsphäre und Anonymität
- Computer und Verantwortung
- Netzwerke, virtuelle Gemeinschaften und Globalisierung
- Technikabhängigkeit
- Verteilungsgerechtigkeit
- Demokratie und Partizipation
- Computer und Bildung
- Automatisierung und Arbeit
- Be- und Enthinderung
- Bioelektronik
- Roboterethik

## Institutionen, Tagungen und Zeitschriften

### Institutionen

#### Institute
- Research Center on Computing and Society (RCCS), Southern Connecticut State University, USA
- Oxford University Research Group on the Philosophy of Information, University of Oxford, UK
- Center for Digital Ethics and Policy, Loyola University Chicago, USA
- The Online Ethics Centre, Case Western Reserve University, USA
- Alexander von Humboldt Institut für Internet und Gesellschaft, Humboldt-Universität zu Berlin, DE
- The Berkman Center for Internet & Society at Harvard Law School, USA
- Rob Kling Center for Social Informatics, Indiana University, USA
- Institute of Network Cultures, Amsterdam University of Applied Sciences (Hogeschool van Amsterdam), NL
- Center for Internet and Society, Stanford Law School, USA

#### Verbände und Zentren
- Electronic Frontier Foundation
- Association for Computing Machinery ACP/Special Interest Group on Computers and Society SIGCAS
- Computer Professionals for Social Responsibility
- Forum InformatikerInnen für Frieden und gesellschaftliche Verantwortung
- Gesellschaft für Informatik Fachgruppe Informatik und Ethik
- International Society for Ethics and Information Technology
- International Center for Information Ethics

### Regelmäßige Tagungen
- Computer Ethics: Philosophical Enquiry CEPE
- Computers, Freedom and Privacy
- ETHICOMP

### Zeitschriften
- Ethics and Information Technology
- International Review of Information Ethics
- The International Journal of Technology and Human Interaction
- The ETHICOMP Journal

### Allgemeines
- T. Bynum: Computer and Information Ethics. In: Edward N. Zalta (Hrsg.): The Stanford Encyclopedia of Philosophy. (Spring 2011 Edition). Abgerufen am 18. Februar 2012
- J. H. Moor: What is Computer Ethics. In: Metaphilosophy. Volume 16, Nr. 4, 1985, S. 266–275.
- M. J. van d. Hoven: Information Technology and Moral Philosophy. Philosophical Explorations in Computer Ethics. Diss., Rotterdam 1995.
- T. Forester, P. Morrison: Computer Ethics: Cautionary Tales and Ethical Dilemmas in Computing. MIT Press, Cambridge, MA 1990.
- B. Friedman (Hrsg.): Human Values and the Design of Computer Technology. Cambridge University Press, Cambridge 1997.
- D. G. Johnson: Computer Ethics. Englewood Cliffs/New Jersey 1985.
- D. Johnson, H. Nissenbaum (Hrsg.): Computing, Ethics & Social Values, Englewood Cliffs. Prentice Hall, Upper Saddle River NJ 1995.
- A. Kastendiek: Computer und Ethik statt Computerethik. Münster 2003.
- J. M. Kizza: Social and Ethical Effects of the Computer Revolution. McFarland 1996.
- W. Maner: Starter Kit in Computer Ethics. Helvetia Press and the National Information and Resource Center for Teaching Philosophy, Hyde Park, NY 1980.
- J. A. Perrolle: Computers and Social Change: Information, Property, and Power. Wadsworth, Belmont, CA 1987.
- R. Spinello: Case Studies in Information and Computer Ethics. Prentice-Hall, Upper Saddle River, NJ 1997.
- J. van den Hoven, J. Weckert: Information Technology and Moral Philosophy. Cambridge University Press, Cambridge 2008.
- N. Wiener: Cybernetics: or Control and Communication in the Animal and the Machine. Technology Press/John Wiley & Sons, New York 1948.
- N. Wiener: The Human Use of Human Beings: Cybernetics and Society. Houghton Mifflin, Boston. (Second Edition Revised. Doubleday Anchor, New York, NY 1954).
- N. Wiener: God & Golem, Inc.: A Comment on Certain Points Where Cybernetics Impinges on Religion. MIT Press, Cambridge, MA 1964.

### Computerethik als Berufsethik
- T. W. Bynum, S. Rogerson (Hrsg.): Computer Ethics and Professional Responsibility. Introductory Text and Readings. Blackwell Publishers, Cambridge, MA 2003, ISBN 1-85554-845-3.

### Computer und Verantwortung
- K. G. Coleman: Computing and Moral Responsibility. In: Edward N. Zalta (Hrsg.): The Stanford Encyclopedia of Philosophy. (Summer 2011 Edition)

### Computernetzwerke und Globalisierung
- R. Capurro: Ethik im Netz. Stuttgart 2003.
- R. Capurro, J. Frühbauer, Th. Hausmanninger (Hrsg.): Localizing the Internet. Ethical Aspects in Intercultural Perspective. München 2005.
- R. Capurro, Th. Hausmanninger (Hrsg.): Netzethik. Grundlegungsfragen der Internetethik. München 2002.
- R. Spinello: CyberEthics: Morality and Law in Cyberspace. Jones and Bartlett, Sudbury, MA 2000.
- R. Spinello, H. Tavani (Hrsg.): Readings in CyberEthics. 2. Auflage. Jones and Bartlett, Sudbury, MA 2004.

### Geistiges Eigentum und Eigentum an Software
- Richard Stallman Why Software Should Be Free.
- R. Spinello, H. Tavani (Hrsg.): Intellectual Property Rights in a Networked World: Theory and Practice. Idea Group/Information Science Publishing, Hershey, PA 2005.

### Bibliographien
- H. Tavani (Hrsg.): Computing, Ethics, and Social Responsibility: A Bibliography. Computer Professionals for Social Responsibility Press, Palo Alto, CA 1996.

### Anderes
- R. Capurro, P. Grimm (Hrsg.): Computerspiele. Neue Herausforderungen für die Ethik? Stuttgart 2009.